# 오스티아 안티카역
오스티아 안티카역(이탈리아어: Stazione di Ostia Antica)은 로마-리도 선에 있는 철도역 중 하나이다. 이 역은 오스티아 안티카 부근에 위치하고 있다. 이 역은 로마-리도 선이 처음 개업한 1924년에 같이 개업했다.